# Panamerikanische Spiele 2023/Tischtennis
Bei den Panamerikanischen Spielen 2023 in der  chilenischen Hauptstadt Santiago de Chile fanden vom 29. Oktober bis 5. November 2023 im Tischtennis sieben Wettbewerbe statt, davon je drei bei den Männern und bei den Frauen sowie ein gemischtes Doppel. Austragungsort war das Olympic Training Center.
Die beiden Finalisten im Mixed-Doppel qualifizierten sich für die Olympischen Spiele 2024 in Paris.

## Bilanz

### Medaillenspiegel
| Platz  | Land               | Gold | Silber | Bronze | Gesamt |
| ------ | ------------------ | ---- | ------ | ------ | ------ |
| 1      | Brasilien          | 2    | 4      | 1      | 7      |
| 2      | Kuba               | 2    | 1      | —      | 3      |
| 3      | Vereinigte Staaten | 2    | —      | 2      | 4      |
| 4      | Puerto Rico        | 1    | 1      | 1      | 3      |
| 5      | Kanada             | —    | 1      | 3      | 4      |
| 6      | Chile              | —    | —      | 4      | 4      |
| 7      | Argentinien        | —    | —      | 2      | 2      |
| 8      | Mexiko             | —    | —      | 1      | 1      |
| Gesamt | Gesamt             | 7    | 7      | 14     | 28     |

### Medaillengewinner
Männer
| Disziplin  | Gold                                           | Silber                                    | Bronze                                                         |
| ---------- | ---------------------------------------------- | ----------------------------------------- | -------------------------------------------------------------- |
| Einzel     | Hugo Calderano                                 | Andy Pereira                              | Eugene Wang                                                    |
| Einzel     | Hugo Calderano                                 | Andy Pereira                              | Marcos Madrid                                                  |
| Doppel     | Jorge Campos Andy Pereira                      | Hugo Calderano Vitor Ishiy                | Horacio Cifuentes Gastón Alto                                  |
| Doppel     | Jorge Campos Andy Pereira                      | Hugo Calderano Vitor Ishiy                | Gustavo Gómez Nicolás Burgos                                   |
| Mannschaft | BrasilienHugo Calderano Vitor Ishiy Eric Jouti | KanadaEugene Wang Edward Ly Siméon Martin | ArgentinienGastón Alto Horácio Cifuentes Santiago Lorenzo      |
| Mannschaft | BrasilienHugo Calderano Vitor Ishiy Eric Jouti | KanadaEugene Wang Edward Ly Siméon Martin | Vereinigte StaatenJishan Liang Nandan Naresh Siddhartha Naresh |

Frauen
| Disziplin  | Gold                                              | Silber                                              | Bronze                                                    |
| ---------- | ------------------------------------------------- | --------------------------------------------------- | --------------------------------------------------------- |
| Einzel     | Adriana Díaz                                      | Bruna Takahashi                                     | Zhang Mo                                                  |
| Einzel     | Adriana Díaz                                      | Bruna Takahashi                                     | Lily Zhang                                                |
| Doppel     | Amy Wang Rachel Sung                              | Giulia Takahashi Bruna Takahashi                    | Paulina Vega Daniela Gómez                                |
| Doppel     | Amy Wang Rachel Sung                              | Giulia Takahashi Bruna Takahashi                    | Adriana Díaz Melanie Díaz                                 |
| Mannschaft | Vereinigte StaatenLily Zhang Amy Wang Rachel Sung | Puerto RicoAdriana Díaz Melanie Diaz Brianna Burgos | BrasilienBruna Takahashi Giulia Takahashi Bruna Alexandre |
| Mannschaft | Vereinigte StaatenLily Zhang Amy Wang Rachel Sung | Puerto RicoAdriana Díaz Melanie Diaz Brianna Burgos | ChilePaulina Vega Daniela Ortega Zhiying Zeng             |

Mixed
| Disziplin | Gold                         | Silber                      | Bronze                      |
| --------- | ---------------------------- | --------------------------- | --------------------------- |
| Doppel    | Daniela Fonseca Jorge Campos | Bruna Takahashi Vitor Ishiy | Paulina Vega Nicolás Burgos |
| Doppel    | Daniela Fonseca Jorge Campos | Bruna Takahashi Vitor Ishiy | Eugene Wang Zhang Mo        |